# Mr. Market

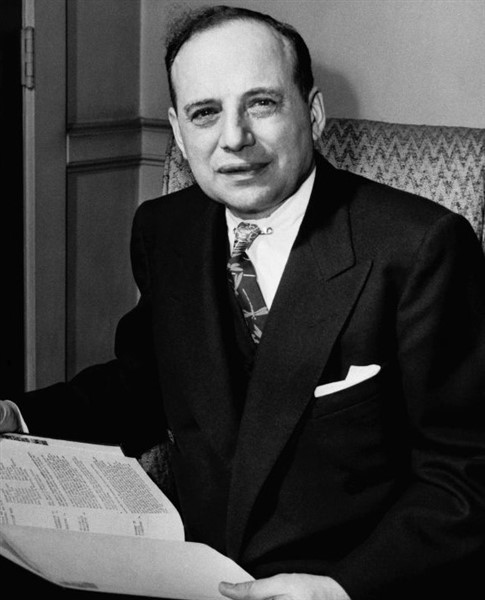
El Señor Mercado (Mr. Market) es una alegoría creada por inversor Benjamin Graham.

El Señor Mercado (Mr. Market) es una alegoría creada por inversor Benjamin Graham para describir a un personaje irracional o contradictorio que se asemeja a cómo se comporta el mercado de valores y expone los riesgos de seguir a las masas (ver pensamiento de grupo). El Señor Mercado fue presentado en 1949 en el libro El inversor inteligente.

## Alegoría

### Carácter

El Señor Mercado está descrito por Benjamin Graham como un inversor irracional, principalmente gobernado por sus emociones del día-a-día.

Graham plantea en su libro un escenario donde el lector es uno de los dos dueños de un negocio, junto con un socio llamado Señor Mercado (Mr. Market). El socio frecuentemente le ofrece al lector su participación a la venta o a la compra. Es un socio un poco maníaco-depressive, que estima el valor del negocio siempre hacia el lado muy pesimista o extremadamente optimista. En esta situación, Graham invita al lector a sentirse libre de decidir si declinar la oferta del socio, ya que frecuentemente vuelve on otra oferta enteramente diferente.

### Características
El Señor Mercado es a menudo identificado como maníaco-depresivo, algunas de sus características:
1. Es emocional y eufórico
2. Es a menudo irracional
3. No impone sus transacciones, el lector es libre de decidir
4. Es allí para servirte como referencia, no para guiarte.
5. Su valoración de empresas es simplemente una votación en el corto plazo,
6. Su presencia te abre la posibilidad de comprar bajo y vender alto.
7. Frecuentemente tiene la razón…pero no siempre.

Este comportamiento del Señor Mercado permite que un inversor pueda esperar hasta que el Señor Mercado esté en un 'humor pesimista' y comience a ofrecer a un precio de venta baja. Es en este momento que el inversor tiene la opción de comprar a un precio bajo. Por tanto, la paciencia es una virtud importante cuándo se trata de hacer negocios con el Señor Mercado.

## Influencia

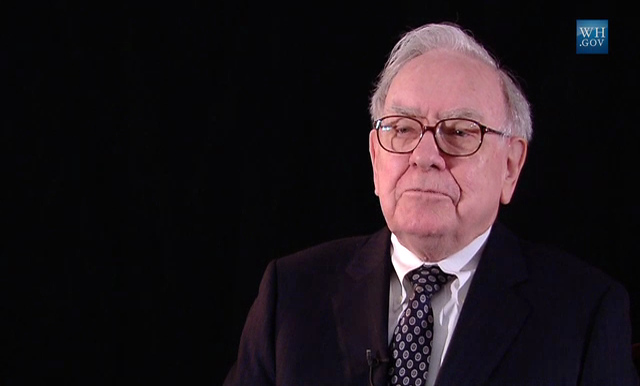
Warren Buffett ha frecuentemente mencionado que los inversores deberían tomar aviso del consejo de Ben Graham acerca del Señor Mercado.

Desde su introducción en el libro de Graham El Inversor Inteligente, escrito en 1949, Mr. Mercado ha sido citado muchas veces para explicar por qué el mercado de valores tiende a fluctuar . La presencia de ‘Mr Market” explica la razón por la cual le mercado cambia de precio sin razón aparente. Entonces, una persona racional vendería si el precio es alto y compraría si el precio es bajo. Pero no vendería porque el precio ha bajado o compraría porque el precio ha remontado. Por esto, Graham cree que es importante concentrarse en evaluar la valuación intrínseca de compañía, no el precio de mercado, y calcular su valor de mercado a través de análisis fundamental. Warren Buffett frecuentemente ha citado el libro de Graham, El Inversor Inteligente. En específico, el capítulo ocho, el cual presenta al Señor Mercado, la mejor parte del libro, según Warren Buffett. Buffett Lo describe este libro como “Por mucho, el mejor libro de inversiones jamás escrito".

## Lectura adicional
- Buffett, Warren (29 de febrero de 1988), Chairman's Letter - 1987, Berkshire Hathaway, consultado el 23 de agosto de 2019.

- Datos: Q6928894